# Jules Auguste Hovyn de Tranchère
Jules Auguste Hovyn de Tranchère (18 avril 1816, Bordeaux - 7 décembre 1898, Guîtres), est un homme politique français.

## Biographie
Fils de Ferdinand Augustin Joseph Hovyn, d'une famille de Belgique et de Jeanne Tranchère, petit-fils d' Ardouin de Tranchère, un officier de marine guillotiné à Libourne sous la Terreur, il faisait valoir les vastes propriétés qu'il possédait (château Canon à st Emilion ), et notamment dirigeait à Guîtres, dont il était maire, l'exploitation d'un domaine important, lorsqu'il entra dans la vie politique. Président du comice agricole, il publia quelques articles sur des matières économiques dans la presse bordelaise, et fut élu, le 23 avril 1848, à l'Assemblée constituante, par les conservateurs de la Gironde. Hovyn de Tranchère siégea à droite et fut secrétaire du comité de l'agriculture.
Réélu, le 13 mai 1849, représentant de la Gironde à la Législative, il observa la même ligne de conduite que précédemment et vota pour l'expédition de Rome. Adversaire du coup d'État de 1851, il fut du nombre des députés qui protestèrent, le 2 décembre 1851, à la mairie du 10e arrondissement de Paris.
Il se retira ensuite à Bordeaux, posa sans succès, le 29 février 1852, sa candidature indépendante au Corps législatif dans la 5e circonscription de la Gironde, et passa en Russie où il s'occupa de travaux publics et devint administrateur de la grande Compagnie des chemins de fer russes.
Avec la  princesse Irène Paskevitch, il traduisit le roman de Léon Tolstoï " Guerre et Paix "
Il avait été maire de Guîtres (1848-1852) et conseiller général (1848-1851). À la fin de son séjour en Russie, il entreprit l'analyse de manuscrits historiques appartenant à la bibliothèque de Saint-Pétersbourg. Il a publié ainsi un nombre considérable de pièces inédites, lettres, mémoires, parmi lesquels ceux de Latude, documents sur la Bastille, relations d'ambassadeurs etc. ; sous le pseudonyme de Jules Mazerac, il a donné des travaux d'histoire locale.

## Publications
- Histoire des bords de la Garonne (1885)
- Histoire de Guitres (1888)
- Les comédies de paravent (1864)
- Poésies de Jacques Béreau
- " Anthologie Ausonienne (1897)

### Sources
- « Jules Auguste Hovyn de Tranchère », dans Adolphe Robert et Gaston Cougny, Dictionnaire des parlementaires français, Edgar Bourloton, 1889-1891 [détail de l’édition]